# کیتیناز

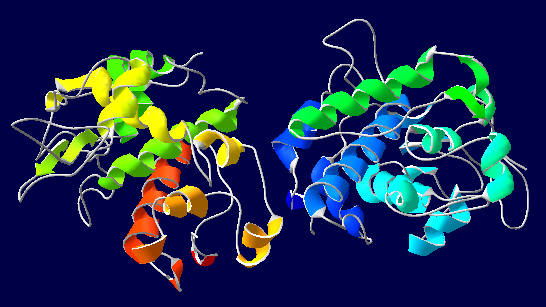
آنزیم کیتیناز

کیتیناز (انگلیسی: Chitinase) دسته‌ای از آنزیم‌های گلیکوزید هیدرولاز هستند. کیتیناز باعث تخریب و شکسته شدن پیوندهای گلیکوزیدی در ساختار کیتین می‌شوند. کیتین ماده سازندهٔ اصلی دیوارهٔ سلولی قارچ‌ها، اسکلت خارجی بندپایانی چون خرچنگ‌ها و حشرات، رادولای نرمتنان و منقار سر پایان، از جمله ماهی مرکب و هشت‌پا است.